# Bătălia din pădurea Belleau
Bătălia din pădurea Belleau (1–26 iunie 1918) a avut loc în timpul ofensivei de primăvară din 1918 a germanilor în Primul Război Mondial, în zona râului Marna din Franța. Bătălia s-a dat între diviziile 2 Infanterie (condusă de general-maior Omar Bundy) și 3 Infanterie americane pe de o parte, și de cealaltă parte de mai multe unități germane compuse din porțiuni ale diviziilor 237, 10, 197, 87 și 28.

## Context
În martie 1918, cu aportul a 50 de noi divizii eliberate prin capitularea Rusiei de pe frontul de est, armata germană a lansat o serie de atacuri pe frontul de vest, în speranța de a-i învinge pe aliați înainte ca forțele americane să fie complet desfășurate. În nord, armata a 5-a britanică a fost practic distrusă de două ofensive majore, Michael și Georgette în jurul Sommei. O a treia ofensivă lansată în mai împotriva francezilor între Soissons și Reims, denumită a Treia Bătălie de pe Aisne, i-a dus pe germani până pe malul nordic al Marnei la Château-Thierry, 64 km depărtare de Paris, în ziua de 27 mai. Două divizii americane, 2 și 3 Infanterie, au fost angajate în efortul aliat de a-i opri pe germani. La 31 mai, Divizia 3 a oprit înaintarea germană la Château-Thierry, germanii schimbând direcția spre dreapta către Vaux și către pădurea Belleau.
La 1 iunie, au căzut Château-Thierry și Vaux, iar trupele germane au pătruns în pădurea Belleau. Divizia 2 americană, care conținea și o brigadă de pușcași marini, a fost desfășurată de-a lungul șoselei Paris-Metz. Regimentul 9 Infanterie a fost plasat între șosea și râul Marna, iar Regimentul 6 Marină a fost desfășurat în flancul stâng al acestuia. Regimentele 5 Marină și 23 Infanterie au constituit rezerva.

## Bătălia
În seara de 1 iunie, forțele germane au creat o breșă în liniile franceze de pe flancul stâng al poziției pușcașilor marini. Ca răspuns, rezerva americană, formată din Regimentul 23 Infanterie, Batalionul 1 din Regimentul 5 Pușcași Marini și încă o parte din Batalionul 6 Mitraliori, au efectuat un marș forțat de 10 km pentru a acoperi breșa, ceea ce au reușit până dimineața. În seara zilei de 2 iunie, forțele americane stabilizaseră un front de 19 km la nord de șoseaua Paris-Metz, front ce trecea prin terenuri agricole și pădurici, și se întindea spre vest până la Lucy și apoi spre nord până la Dealul 142. Linia germană din fața ei trecea de la Vaux la Bouresches și apoi la Belleau.

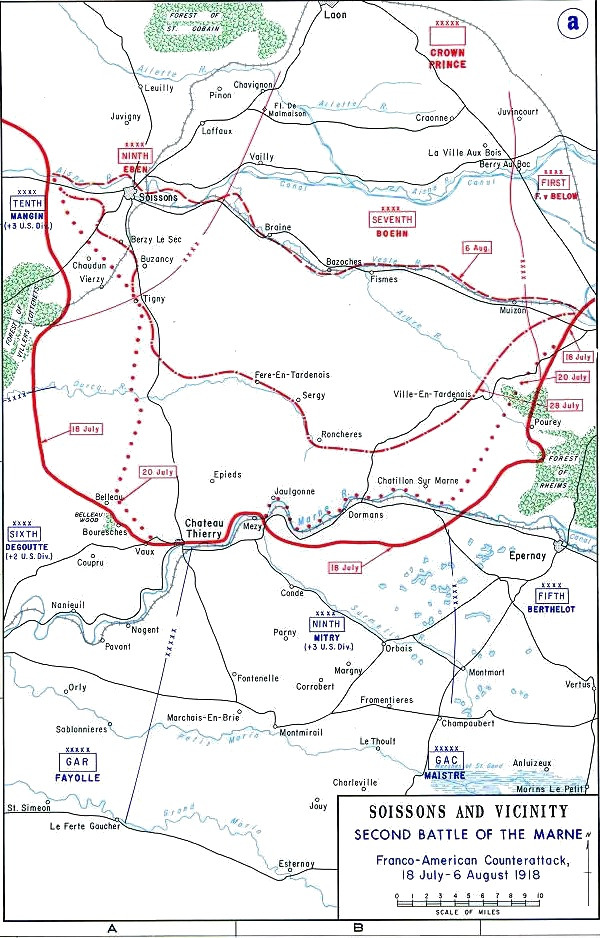
Hartă a zonei în care s-a desfăşurat bătălia din Pădurea Belleau (academia militară americană)

### Oprirea înaintării germane la Pădurea Belleau
Comandanții germani au ordonat o înaintare către Marigny și Lucy prin pădurea Belleau ca parte a unei ofensive majore, în care și alte trupe germane aveau să traverseze râul Marna. Comandantul brigăzii de pușcași marini, generalul James Harbord, contramandând un ordin francez de a săpa tranșee mai în spate, le-a ordonat soldaților săi să păstreze pozițiile pe care le dețin. Pușcașii marini și-au săpat cu baionetele poziții de luptă din care nu puteau lupta decât aplecați. În după-amiaza zilei de 3 iunie, infanteria germană a atacat peste terenurile agricole, cu baionetele montate, pozițiile pușcașilor marini. Pușcașii marini i-au așteptat pe germani să se apropie la circa 100 m, după care au deschis focul care a măturat valuri de infanteriști germani, obligându-i pe supraviețuitori să se retragă în pădure.
Întrucât au suferit pierderi grele, germanii au săpat tranșee de-a lungul unei linii defensive între Dealul 204, aflat la est de Vaux, până la Le Thiolet pe șoseaua Paris-Metz și apoi spre nord prin pădurea Belleau până la Torcy. După ce pușcașilor marini li s-a cerut în mod repetat de către francezi să se retragă, căpitanul de marină Lloyd W. Williams din Batalionul 2 al Regimentului 5 Pușcași Marini a dat un răspuns rămas celebru: „Să ne retragem? Ce naiba, de-abia am ajuns.” (Retreat? Hell, we just got here.) Comandantul batalionului lui Williams, maiorul Frederic Wise, a susținut ulterior că el ar fi rostit celebrele cuvinte.
La 4 iunie, gen.-mr. Bundy, aflat la comanda Diviziei 2, a preluat comanda sectorului american al frontului. Timp de două zile, pușcașii marini au respins atacurile permanente ale germanilor. Divizia 167 franceză a sosit și ea, dându-i lui Bundy ocazia de a-și consolida frontul său de 1,8 km. Brigada 3 a lui Bundy a ocupat sectorul sudic al liniei, în vreme ce brigada de pușcași marini a ocupat partea de nord a liniei.

### Atacul asupra Dealului 142
La orele 03:45 în dimineața de 6 iunie, aliații au lansat un atac asupra forțelor germane, care își pregăteau și ele un atac. Divizia 167 franceză a atacat în stânga liniei americane, în vreme ce pușcașii marini au atacat dealul 142 pentru a proteja flancul francezilor. În faza a doua, Divizia 2 urma să ocupe creasta de pe care se vedeau Torcy și pădurea Belleau și să ocupe și pădurea Belleau. Pușcașii marini nu au efectuat misiuni de recunoaștere a pădurii. În consecință, ei nu au observat un regiment german de infanterie în tranșee, cu o rețea de cuiburi de mitraliere și baterii de artilerie.
În zori, Batalionul 1 din Regimentul 5 Pușcași Marini, sub comanda maiorului Julius Turrill, urma să atace dealul 142, dar numai două companii erau pe poziție. Pușcașii marini au înaintat în valuri cu baionetele montate, peste un câmp deschis cultivat cu grâu, lovit puternic de tirul de mitralieră și artilerie german, pierzând un număr mare de soldați. Căpitanul Crowther, comandantul Companiei 67 a murit aproape imediat. Căpitanul Hamilton și Compania 49 au luptat din pădure în pădure contra germanilor din tranșee și trecând cu 5 m dincolo de obiectivul lor. În acest moment, Hamilton își pierduse toți cei cinci ofițeri din subordine, iar Compania 67 mai avea un singur ofițer rămas în viață care să o comande. Hamilton a reorganizat cele două companii, stabilind puncte de întărire și o linie defensivă.
În contraatacul german, sergentul Ernest A. Janson, care lupta sub numele de Charles Hoffman, a respins înaintarea a 12 soldațî germani, ucigând doi dintre ei înainte ca ceilalți 10 să fugă; pentru această faptă, a devenit primul pușcaș marin care a primit Medalia de Onoare în Primul Război Mondial. Henry Hulbert a fost și el decorat pentru înaintarea prin focul inamic în timpul contraatacului.
Restul batalionului a sosit și a intrat în acțiune. Flancurile lui Turrill erau neprotejate și pușcașii marini rămâneau fără muniție. Până după-amiaza însă, ei au reușit să cucerească Dealul 142, pierzând 9 ofițeri și mare parte din cei 325 de soldați din batalion.

### Atacul pușcașilor marini în pădurea Belleau

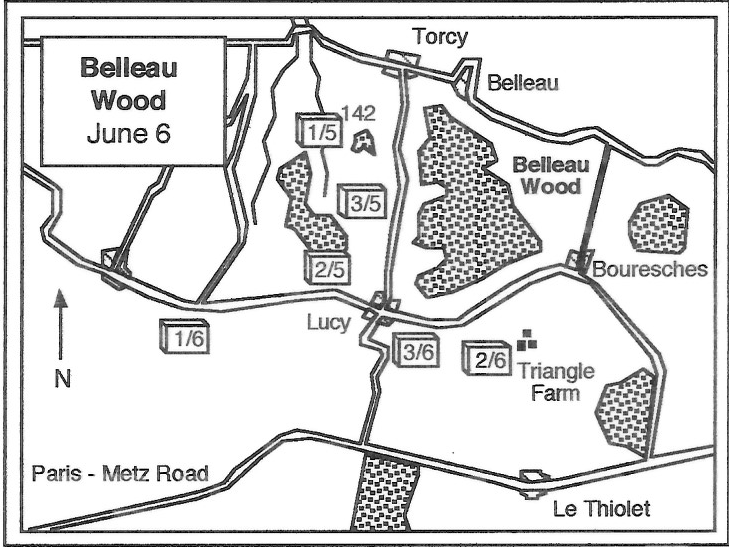
Poziţia puşcaşilor marini în pădurea Belleau şi zonele învecinate la 6 iunie 1918.

La orele 17:00 în ziua de 6 iunie, Batalionul 3 din Regimentul 5 Pușcași Marini, sub comanda maiorului Benjamin S. Berry, împreună cu Batalionul 3 din Regimentul 6 Pușcași Marini, sub comanda maiorului Berton W. Sibley, la dreapta lor, a înaintat dinspre vest către pădurea Belleau ca parte a celei de a doua faze a ofensivei aliaților. Din nou, pușcașii marini a trebuit să înainteze printr-un câmp cultivat cu grâu de un metru, loviți de foc de mitralieră. Una dintre cele mai celebre citate din legendele pușcașilor marini a fost rostit la prima înaintare înaintea bătăliei, când sergentul Dan Daly, de două ori decorat cu Medalia de Onoare și care luptase în Filipine, Santo Domingo, Haiti, Peking și în Vera Cruz, le-a cerut soldaților săi din Compania 73 Mitraliori să înainteze, spunându-le: „ce vreți? să trăiți veșnic?”.
Primul val de pușcași marini, înaintând în linii foarte disciplinați, au fost uciși; Maiorul Berry a fost rănit în antebraț în timpul înaintării. La dreapta sa, pușcașii marini din batalionul maiorului Sibley au pătruns în capătul sudic al pădurii Belleau și s-au confruntat cu tir de mitralieră, franctirori și sârmă ghimpată. Pușcașii marini și infanteriștii germani au dus lupte corp la corp. Pierderile din acea zi fuseseră cele mai mari din întreaga istorie a pușcașilor marini până atunci. Circa 31 de ofițeri și 1.056 de soldați din brigada pușcașilor marini au murit, dar americanii au obținut un cap de pod în pădurea Belleau.

### Luptele din pădurea Belleau

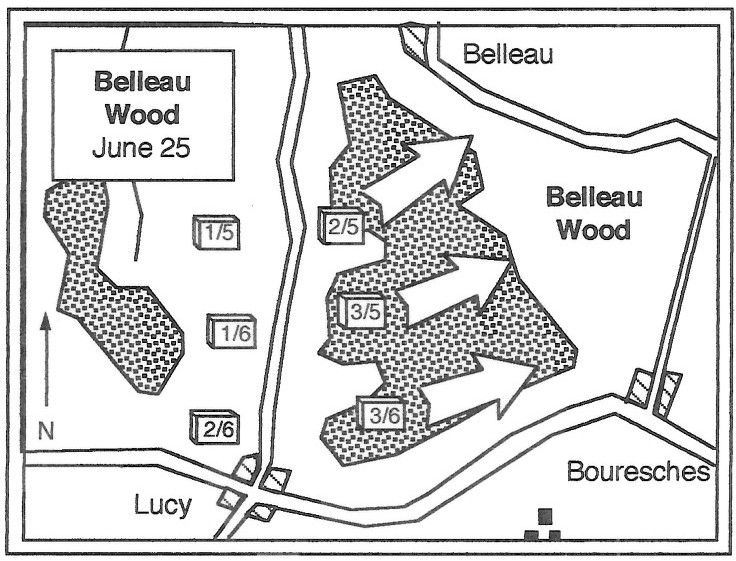
Hartă a poziţiilor şi a înaintării puşcaşilor marini în pădurea Belleau Wood, 25 iunie 1918

Bătălia a ajuns în impas. La miezul nopții de 7–8 iunie, un atac german a fost oprit, și același lucru s-a întâmplat dimineața cu un contraatac american. Batalionul lui Sibley, din care au murit aproape 400 de oameni, a fost înlocuit de Batalionul 1 din Regimentul 6 Pușcași Marini. Maiorul Shearer a preluat comanda Batalionului 3 din Regimentul 5, înlocuindu-l pe Berry, rănit. La 9 iunie, un baraj de artilerie franco-american a devastat pădurea Belleau, transformând vechiul teren de vânătoare într-o junglă de copaci doborâți. Germanii au răspuns trăgând către Lucy și Bouresches și și-au reașezat defensiva în pădurea Belleau.
În dimineața de 10 iunie, batalionul maiorului Hughes, Batalionul 1 din Regimentul 6, împreună cu părți din Batalionul 6 Mitraliori a atacat în pădure pe direcția nord. Deși acest atac părea la început să reușească, și el a fost oprit de tir de mitraliere. Comandantul Batalionului 6 Mitraliori, maiorul Cole, a fost rănit mortal. Căpitanul Harlan Major, ofițerul de rangul cel mai înalt rămas în batalion, a preluat comanda. Germanii au utilizat mari cantități de iperită. După aceea, Batalionul 2 din Regimentul 5 Pușcași Marini, condus de Wise, a primit ordin să atace pădurea dinspre vest, în vreme ce Hughes a continuat înaintarea dinspre sud.
La orele 04:00 în ziua de 11 iunie, oamenii lui Wise au înaintat printr-o ceață densă către pădurea Belleau, susținuți fiind de Companiile 23 și 77 din Batalionul 6 Mitraliori, și au suferit mari pierderi. Mai multe plutoane au fost izolate și distruse de tiruri sporadice de mitraliere. S-a descoperit că batalionul înaintase într-o direcție greșită. În loc să se deplaseze spre nord-est, ei s-au deplasat direct de-a latul porțiunii înguste a pădurii. Acolo, ei au dat de sudul liniilor defensive germane. Un soldat german, a cărui companie mai avea 30 de oameni din cei 120 inițiali, a scris: „avem în fața noastră niște americani groaznic de nesăbuiți”.
În total, pădurea a fost atacată de pușcașii marini în total de șase ori înainte ca germanii să fie îndepărtați. Americanii au avut de luptat cu părți din cinci divizii germane, care adesea a trebuit să lupte la baionetă sau cu mâinile goale, corp la corp.
La 26 iunie, Batalionul 3 din Regimentul 5 Pușcași Marini, susținut de două companii ale Batalionului 4 Mitraliori și de Compania 15 a Batalionului 6 Mitraliori, a efectuat un atac asupra pădurii Belleau, prin care a reușit eliberarea pădurii de forțele inamice. În acea zi s-a dat un raport scurt în care se spunea telegrafic: „Pădurea acum cu totul a U.S. Marine Corps”, punând capăt uneia dintre cele mai dure și mai sângeroase bătălii date de americani în Primul Război Mondial.

## Urmări

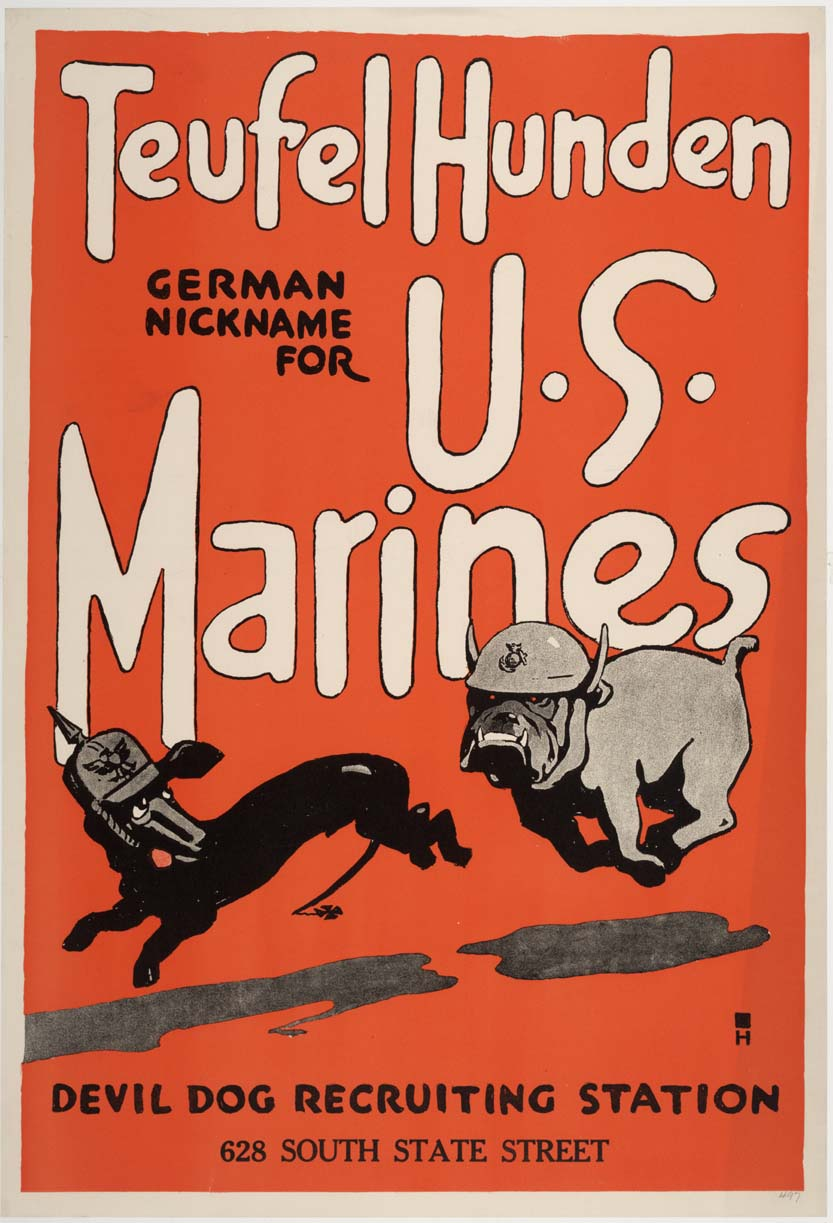
Afiş de recrutare realizat de Charles B. Falls care utilizează presupusa poreclă "Teufel Hunden"

Forțele americane au suferit 9.777 de pierderi omenești, dintre care 1.811 morți. Mulți dintre aceștia au fost înmormântați în Cimitirul American Aisne-Marna. Nu există informații sigure privind numărul germanilor uciși, se știe doar că 1.600 au fost luați prizonieri.
După bătălie, francezii au schimbat numele pădurii în „Bois de la Brigade de Marine” („Pădurea Brigăzii de Marină”) în cinstea tenacității pușcașilor marini. Guvernul francez a acordat ulterior Brigăzii 4 decorația Croix de guerre. Pădurea Belleau este locul unde se spune că pușcașii marini și-ar fi luat porecla de "Teufelshunde" (Câinii-diavoli, în engleză Devil Dogs), datorită agresivității cu care atacau. Un raport german oficial spunea despre pușcașii marini că sunt „viguroși, încrezători și trăgători remarcabili...” Generalul Pershing, comandantul Forțelor Expediționare Americane a spus că „cea mai mortală armă din lume este pușcașul marin și arma lui”, și că „bătălia din pădurea Belleau a fost pentru SUA cea mai mare bătălie de după Appomattox și cea mai considerabilă ciocnire pe care au avut-o soldații americani vreodată cu vreun dușman străin.”

## Amintirea

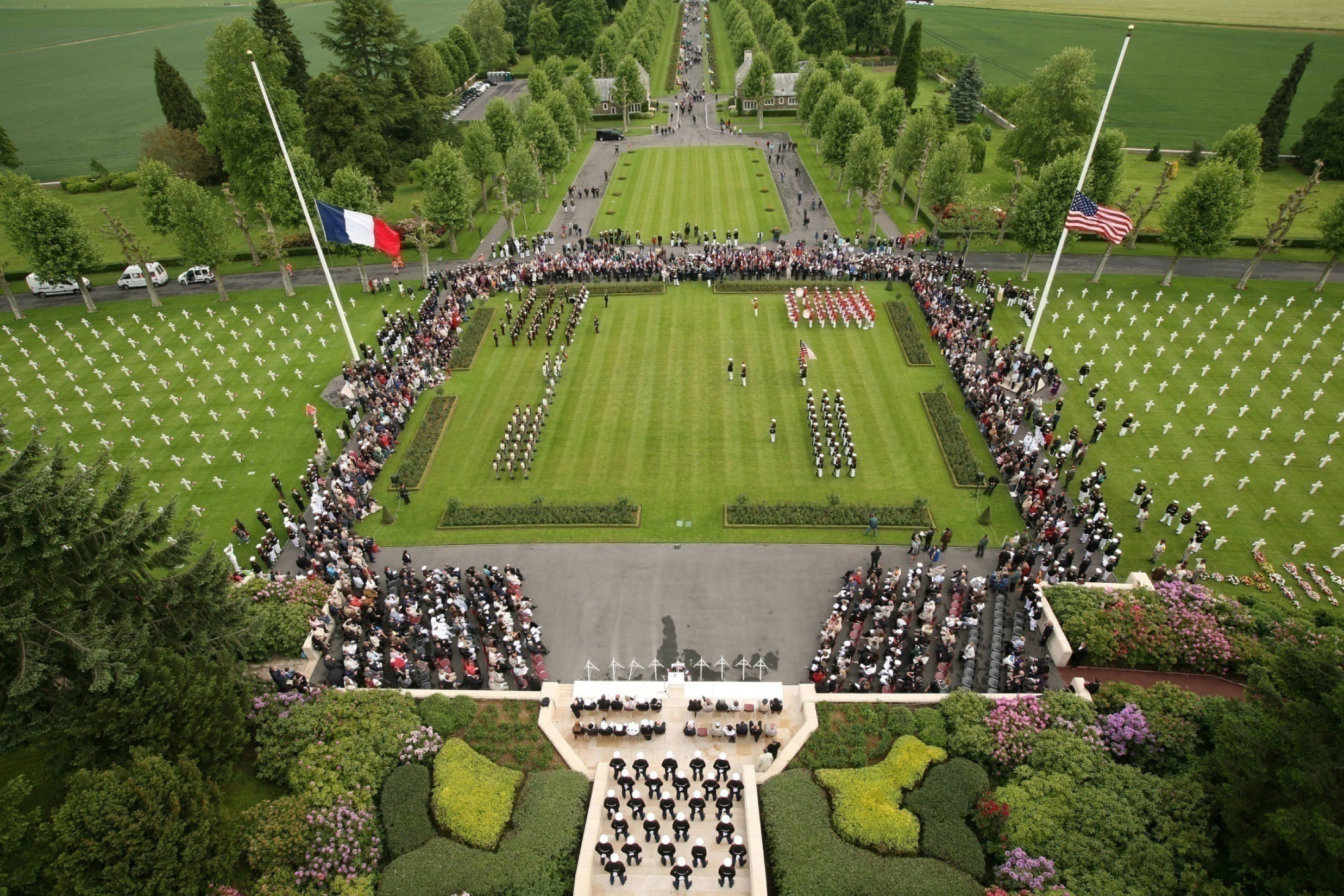
Puşcaşi marini americani şi soldaţi francezi la a 92-a aniversare a bătăliei.

În 1923, în pădurea Belleau s-a construit un monument în memoria soldaților americani căzuți. Generalul armatei americane James. G. Harbord, comandantul pușcașilor marini în timpul bătăliei, a fost făcut pușcaș marin de onoare. În discursul său, el a vorbit despre viitorul monumentului:
| “ | Din când în când, câte un veteran ... va sosi aici să retrăiască zilele de vitejie ale acelui îndepărtat iunie. Aici vor fi înălțate altarele patriotismului; aici vor fi reînnoite jurămintele de jertfă și de sfințire a patriei. Aici vor sosi compatrioții noștri în ceasurile de tristețe și chiar de înfrângere și vor primi curaj de la acest altar al faptelor mărețe. | ” |

Cruci albe și stele ale lui David marchează 2.289 de morminte, 250 pentru soldați necunoscuți și numele a 1.060 de dispăruți sunt trecute pe peretele capelei memoriale. Poate fi vizitat și cimitirul german, unde sunt îngropați 8.625 de oameni; 4.321 dintre ei — 3.847 necunoscuți — sunt într-un mormânt comun. Cimitirul german a fost înființat în martie 1922, prin comasarea mai multor situri temporare, și aici au fost înmormântați soldați morți în toată zona dintre Aisne și Marna în 1918, împreună cu 70 de oameni uciși în 1914 în prima bătălie de pe Marna.
În New York City, un triunghi de 800 m² aflat la intersecția străzii 108 cu bulevardul 51 din Queens este dedicat soldatului William F. Moore, din Compania 47, Batalionul 2, Regimentul 5 Pușcași Marini. Regimentele 5 și 6 Pușcași Marini au primit decorația franceză Fourragère pentru faptele lor din pădurea Belleau. Două vase ale Marinei SUA au primit numele USS Belleau Wood⁠(en)[traduceți] (CVL-24 și LHA-3) după bătălie.